# Limnophora latiorbitalis
Limnophora latiorbitalis är en tvåvingeart som beskrevs av Hsue 1982. Limnophora latiorbitalis ingår i släktet Limnophora och familjen husflugor. Inga underarter finns listade i Catalogue of Life.